# Петров, Павел Гаврилович
Па́вел Гаври́лович Петро́в (30 августа 1906, Мальцево, Томская губерния — 27 августа 1944, Новоельня, Барановичская область) — советский офицер, участник Великой Отечественной войны, Герой Советского Союза (10.04.1945, посмертно). Полковник (1942).

## Биография
Павел Гаврилович Петров родился в деревне Мальцево Томской губернии (ныне — Юргинского района Кемеровской области) в семье крестьянина. Русский. После того, как из его родных мест были выбиты войска адмирала А. В. Колчака и установления в Томском уезде Советской власти вступил в комсомол. С 1920 года работал в городе Кузнецке-Сибирском посыльным Кузнецкого уездного военкомата, дежурным комендантом Кузнецкого уездного отдела ОГПУ, был телефонистом, с 1923 года — инструктором и волостным комсомольским организатором. В 1924 году окончил курсы партийно-комсомольских организаторов в Томской губернской советской партийной школе.
В Красную Армию вступил добровольцем в сентябре 1924 года. В 1927 году окончил Омскую пехотную школу имени М. В. Фрунзе. С октября 1927 года служил в 3-м стрелковом полку 1-й Московской Пролетарской стрелковой дивизии (Московский военный округ): командир стрелкового взвода, командир учебного взвода, командир роты, начальник штаба стрелкового батальона. В октябре 1937 года переведён командиром батальона в 356-й стрелковый полк этой дивизии. В 1937—1938 годах находился в спецкомандировке, подробности о которой в публикациях о П. Г. Петрове отсутствуют, но за которую Указом Президиума Верховного Совета СССР от 15 марта 1938 года он был награждён орденом Красной Звезды. С 9 октября 1938 года — командир 6-го стрелкового полка 1-й Московской Пролетарской стрелковой дивизии (в январе 1940 года полк и дивизия были преобразованы в мотострелковые с сохранением их прежних номеров). Член ВКП(б) с 1937 года.
На фронтах Великой Отечественной войны с июня 1941 года. Полк с дивизией были переданы в составе 20-й армии Западного фронта и принимали участие в Смоленском сражении. Подполковник П. Г. Петров отличился в тяжёлых оборонительных боях в междуречье Березины и Днепра в районе городов Борисов, Толочин, Орша. Попал под Оршей в окружение, более месяца с боями выходил оттуда.
После выхода из окружения с октября 1941 года служил на курсах Воздушно-десантных войск в Саратове, сначала начальником тактического цикла, а с феврале 1942 — начальником штаба курсов.
В ноябре 1942 года направлен на фронт в 10-й гвардейский стрелковый корпус, который в составе Закавказского и Северо-Кавказского фронтов сражался в битве за Кавказ. В этом корпусе Петров командовал 7-й гвардейской и 10-й гвардейской стрелковыми бригадами, затем был назначен заместителем командира корпуса. В период с 12 по 20 февраля 1943 года временно командовал этим корпусом в период замены его командира. В это время участвовал в оборонительных боях на орджоникидзевском направлении, а с началом 1943 года — в Северо-Кавказской и в Краснодарской наступательных операциях. За успехи в этих наступательных боях награждён орденом Красного Знамени.
В июле 1943 года полковник П. Г. Петров был направлен на учёбу на Курсы усовершенствования начсостава РККА. С 13 января 1944 года вступил в командование 44-й гвардейской стрелковой дивизией в 65-й армии Белорусского и 1-го Белорусского фронтов, участвовал в Калинковичско-Мозырской наступательной операции. Но 12 июня 1944 года полковник П. Г. Петров был снят с командования и направлен в резерв Военного совета 1-го Белорусского фронта, а 13 июля с понижением в должности был допущен к исполнению должности заместителя командира 120-й гвардейской стрелковой дивизии 3-й армии 2-го Белорусского фронта. Участвовал в Белорусской стратегической наступательной операции.
Заместитель командира 120-й гвардейской стрелковой дивизии (41-й стрелковый корпус, 3-я армия, 2-й Белорусский фронт) гвардии полковник П. Г. Петров отличился в Белостокской фронтовой наступательной операции. Умело организовал стремительное преследование отходящего в Польшу противника, дивизия тогда наступала по 20-30 километров в сутки. С ходу было форсировано несколько рек. 26 июля 1944 года Полковник Петров сформировал из двух полков передовой отряд из танков и самоходных орудий с пехотным десантом на броне, стремительным маршем по лесным дорогам обогнал отступающие немецкие части и с ходу подошёл у городу Белостоку. У самого города отряд столкнулся с свежей немецкой пехотной дивизией. В разгоревшихся боях два неполных полка отбили 7 контратак противника, отбросили его и вечером того же дня совместно с другими подоспевшими частями ворвались на окраины города. Не давая противнику опомниться, Петров организовал ночной штурм города и к рассвету 27 июля Белосток полностью был очищен от гитлеровцев.
30 июля вновь с передовыми частями дивизии вышел на реку Нарев. В этот день гвардии полковник П. Г. Петров у населённого пункта Коновалы был тяжело ранен в бедро осколком снаряда. Он был эвакуирован во фронтовой госпиталь, оттуда 5 августа в эвакогоспиталь в посёлке Новоельня Гродненской области Белорусской ССР. Врачи упорно боролись за его жизнь, было проведено несколько операций и была ампутирована нога. Однако Павел Гаврилович Петров скончался от ран 27 августа 1944 года.
Похоронен на территории городского парка города Дятлово Гродненской области Белоруссии в братской могиле, рядом с погибшим за несколько дней до него командиром 120-й гвардейской стрелковой дивизии гвардии генерал-майором Я. Я. Фогелем.
Указом Президиума Верховного Совета СССР от 10 апреля 1945 года «за образцовое выполнение боевых заданий Командования на фронте борьбы с немецкими захватчиками и проявленные при этом отвагу и геройство» гвардии полковнику Петрову Павлу Гавриловичу посмертно присвоено звание Героя Советского Союза.

## Награды
- Герой Советского Союза (10.04.1945, посмертно).
- Орден Ленина (10.04.1945, посмертно).
- Два ордена Красного Знамени (2.07.1943, 3.11.1944).
- Орден Красной Звезды (15.03.1938).
- Нагрудный знак «Отличник РККА» (Приказ НКО СССР от 21.2.1940).

## Память
- В Дятлово на братской могиле установлен памятник Героям Советского Союза Яну Фогелю и Павлу Петрову